# Sébastien Bichard
Pour les articles homonymes, voir Bichard.
Sébastien Bichard, né le 29 mai 1983 au Blanc (Indre), est un footballeur franco-suisse, reconverti en formateur puis entraîneur.
À partir de mars 2024, il est l'entraîneur du Clermont Foot 63, d'abord en duo avec Pascal Gastien, puis seul après le départ en retraite de ce dernier, en mai. Il est limogé en octobre.

## Biographie

### Carrière de joueur
Sébastien Bichard passe l'ensemble de sa carrière de joueur au sein des ligues inférieures suisses. Il commence sa carrière par deux années au FC Stade-Payerne, où il déclare avoir eu ses premières envies de devenir entraîneur. Il rejoint ensuite le FC Bulle, club de deuxième division suisse. Il n'y reste qu'une saison, où son équipe est finalement reléguée, et s'engage avec le Stade nyonnais, club de troisième division. Il y reste trois saisons, avant de jouer une année au sein du Meyrin FC puis de terminer sa carrière à l'US Terre Sainte entre 2010 et 2014.

### Carrière d'entraîneur
Entraîneur chez les jeunes de son ancien club, le Stade nyonnais, Sébastien Bichard prend les rênes de l'équipe première, en difficulté, en février 2015. Après être parvenu à redresser puis stabiliser l'équipe, il annonce son départ en mai 2016. Il s'ensuit une succession d'expériences au sein d'équipes de jeunes, notamment deux saisons avec l'équipe des moins de 18 ans du Team Vaud, équipe de jeunes regroupant notamment le FC Lausanne-Sport, le FC Yverdon-Sport, le Stade nyonnais ou le FC Stade-Lausanne-Ouchy.
Après un court passage avec la catégorie supérieure du club, il rejoint le FC Sion, où il dirige l'équipe des moins de 21 ans. Il est ensuite promu et devient entraîneur principal intérimaire de l'équipe première, en duo avec Christian Zermatten, en 2019.
En 2020, il est nommé comme entraîneur adjoint de Bernard Challandes à la tête de l'équipe du Kosovo. À la suite du départ de ce dernier en 2021, il assure l'intérim sous l'égide de Muharrem Sahiti puis de Primož Gliha, avant qu'Alain Giresse ne prenne la tête de la sélection début 2022. Lors de sa dernière année au Kosovo, il fait un rapide intérim en tant qu'adjoint au FC Sion. Il reste à son poste jusqu'au départ de Giresse en juin 2023.
Au mois d'août suivant, Sébastien Bichard est nommé entraîneur adjoint d'Habib Beye au Red Star FC. Après une première partie de saison nettement dominée par son équipe, Bichard est recruté en mars 2024 par le Clermont Foot 63 afin de devenir entraîneur adjoint de l'équipe première. L'objectif est de le voir prendre la place de numéro un après la fin de saison et le départ à la retraite de Pascal Gastien. Le 13 mai suivant, après une défaite face à l'Olympique lyonnais (0-1), le Clermont Foot est officiellement relégué en Ligue 2. Bichard est limogé en octobre 2024 après 10 matches comme entraîneur, alors que son équipe pointe à la quatorzième place du championnat.
Le 30 janvier 2025, il redevient adjoint d'Habib Beye qui vient d'être nommé entraîneur du Stade rennais FC.